# Petaurista philippensis
Petaurista philippensis — вид мишоподібних гризунів з родини вивіркових.

## Таксономічні примітки
Таксон раніше включав P. grandis, P. hainana, P. yunanensis.

## Поширення
Країни проживання: Індія, Шрі-Ланка, Китай, М'янма, Таїланд, Лаос, В'єтнам, Камбоджа.

## Морфологічний опис
Це великий вид з довжиною голови і тулуба близько 43 см і хвоста 50–52 см. Волосяний покрив від чорного до сіро-коричневого, довге та м'яке у верхній частині та дещо коротше і сиве знизу. Перетинка крил між передніми та задніми кінцівками, більш бліда знизу і дозволяє ковзати між деревами. Хвіст волохатий і від чорного до сіро-коричневого кольору, лапи чорні, а ніс блідо-рожевий з чорними вібрисами.

## Спосіб життя
Веде нічний і деревний спосіб життя, проводячи більшу частину свого життя в кронах. Гнізда влаштовує у дуплах дерев, вистелених корою, хутром, мохом і листям. Вид товариський, коли їжі багато, але внутрішньовидові напади посилюються з нестачею їжі. Вокалізація подібна до вокалізації пугача непальського.
Вид в основному плодоїдний, віддає перевагу плодам Ficus racemosa, Cullenia, Artocarpus heterophyllus. Він також бере кору, смоли дерев, пагони, листя (зокрема F. racemosa), комах і личинок.
Самиця народжує один виводок у середині червня. Дитинчата народжуються сліпими, з непропорційно великою головою в порівнянні з тулубом.